# Sarnico

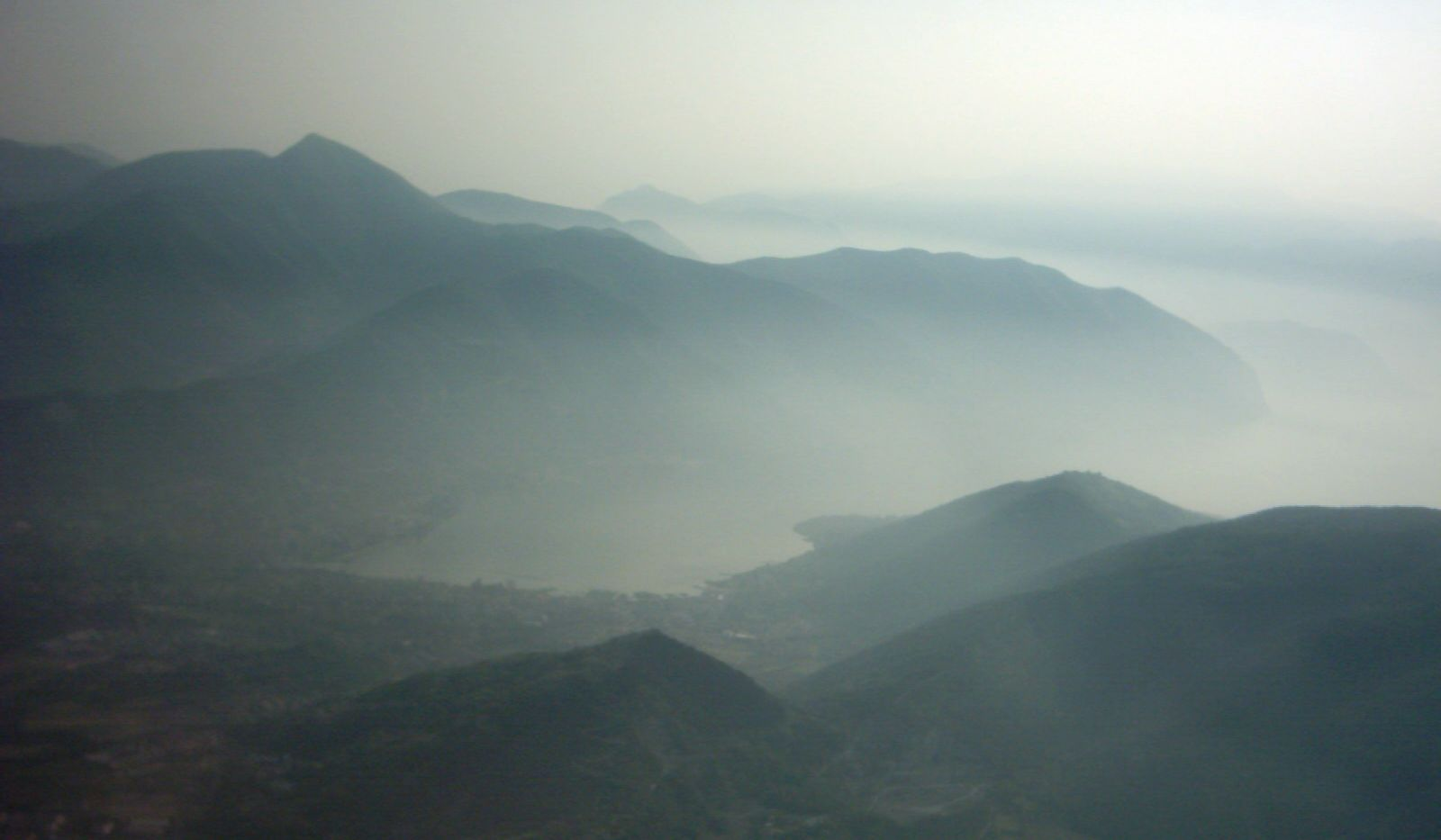
Cảnh trên cao khu vực phía nam của Lago d'Iseo với Sarnico

Sarnico là một đô thị ở tỉnh Bergamo trong vùng Lombardia của nước Ý, có vị trí cách khoảng 70 km về phía đông bắc của Milano và khoảng 20 km về phía đông của Bergamo at the southern end of Lake Iseo. Tại thời điểm ngày 31 tháng 12 năm 2004, đô thị này có dân số 5.971 người và diện tích là 6,4 km².
Sarnico giáp các đô thị: Adrara San Martino, Iseo, Paratico, Predore, Viadanica, Villongo.